# Trematodon longicollis
Trematodon longicollis är en bladmossart som beskrevs av Michaux 1803. Trematodon longicollis ingår i släktet tranmossor, och familjen Bruchiaceae. Inga underarter finns listade i Catalogue of Life.